# جميمة (قرية)
قرية جميمة هي إحدى القرى التابعة لمركز الضبعة في محافظة مطروح في جمهورية مصر العربية. حسب إحصاءات سنة 2018، بلغ إجمالي السكان في جميمة 1,857 نسمة، منهم 1,064 رجل و 793 امرأة.